# Малакал
Малакал (арап. ملكال‎) град је у јужном Судану, управно седиште вилајетa Горњи Нил (A'ali an-Nil).
Малакал лежи на источној обали Белог Нила, нешто северније од ушћа реке Собат у Бели Нил, око 700 км јужно од Картума.
Малакал је био седиште гарнизона средишње владе из Картума за време Суданских грађанских ратова, између Севера и Југа, који су трајали од оснивања Судана, па све до 2005. Последња већа битка код Малакала била је у новембру 2006, данас је Малакал миран град, део аутономног Јужног Судана.
Малакал има аеродром (IATA код: MAK, ICAO код: HSSM), али је толико сиромашан да нема ниједан мост преко Белог Нила.
Популарно домаће јело је Вал Вал, куване кнедле од брашна, и Фол јело зачињено орасима.

## Становништво
У Малакалу су најбројније три етничке групе; Динке, Нуери и Шилуке, али поред њих има још етичких група, само не у тако великом броју.
| Година          | Становника |
| --------------- | ---------- |
| 1973. (попис)   | 34.894     |
| 1983. (попис)   | 33.737     |
| 1993. (попис)   | 72.000     |
| 2009. (процена) | 165.637    |